# Elstar

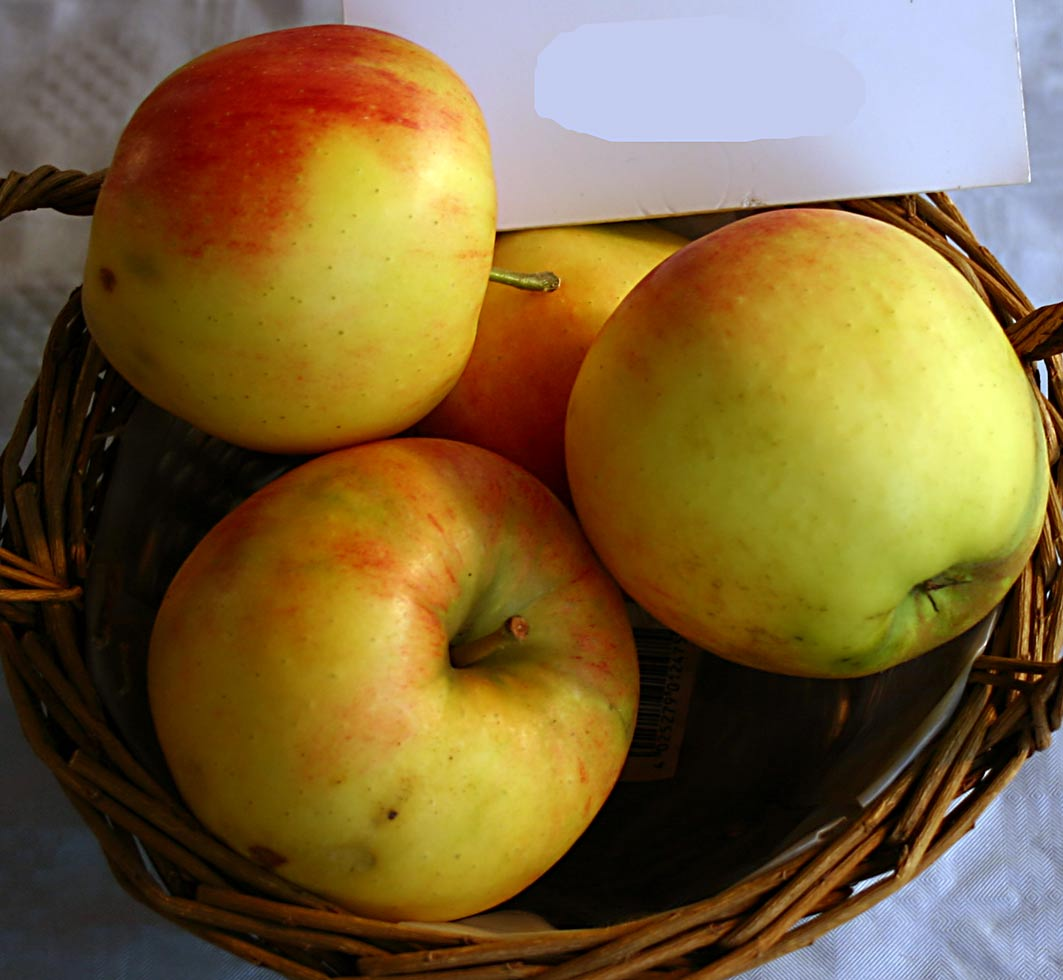
Pommes Elstar

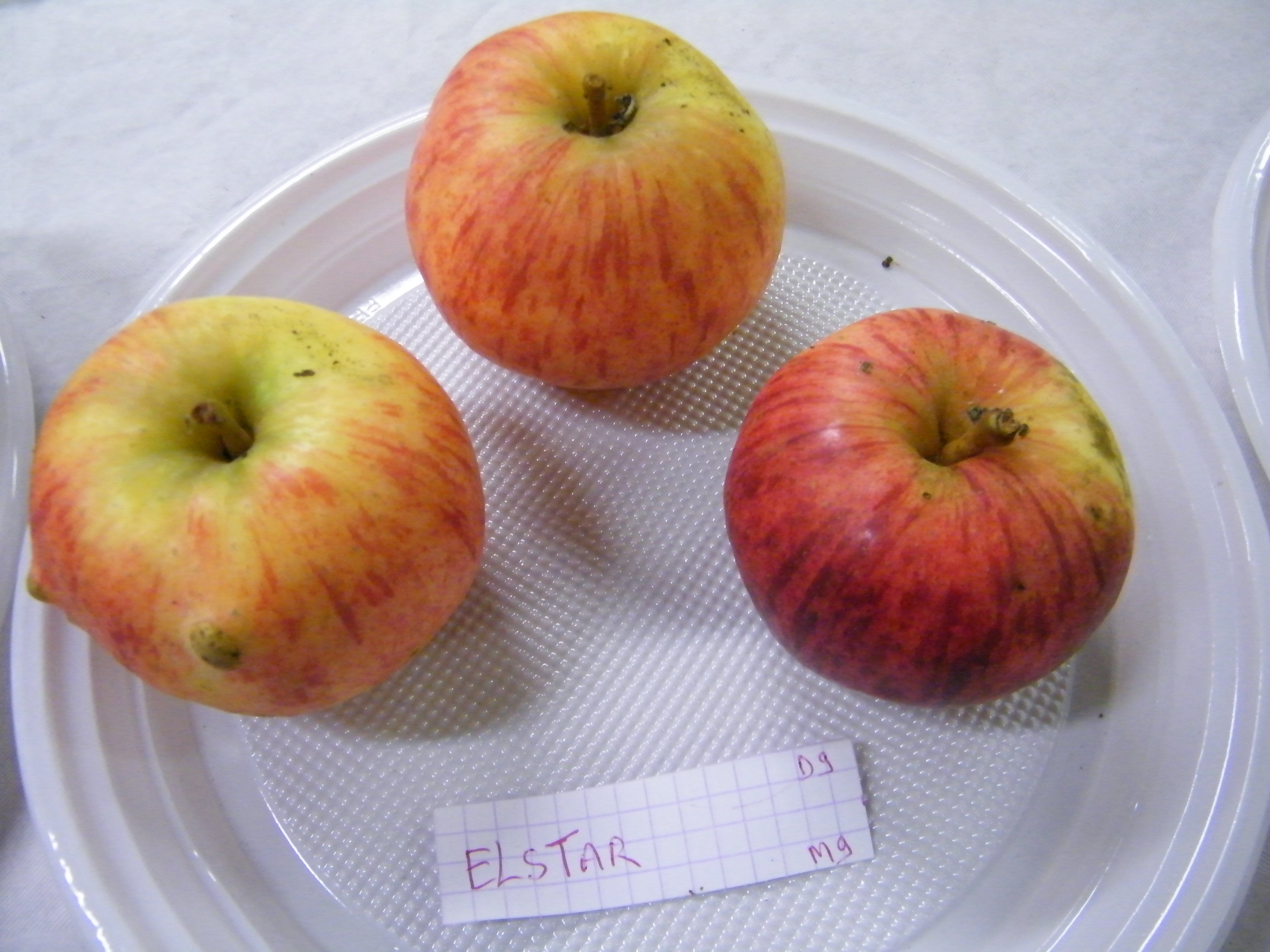
Elstar.

Elstar (ou Lustre Elstar) est le nom d'un cultivar de pomme développé aux Pays-Bas dans les années 1950. Il a l'avantage d'être un des plus rapides à arriver à maturité et les fruits de l'année peuvent donc être commercialisés dès le mois d'août.
La Elstar est une pomme ronde de taille moyenne rouge à taches jaunes.
La chair est blanche, sucrée et croquante, ce qui en fait une excellente pomme à couteau. Elle tient aussi très bien à la cuisson et fait de très bonnes compotes. Elle est mûre de fin août à octobre et peut se conserver assez longtemps.

## Parenté
Cultivar obtenu en 1955 par croisement Golden Delicious × Ingrid Marie.
Cultivar parent direct de variétés bien plus résistantes à la tavelure : Santana, Ecolette et Collina.

## Susceptibilité aux maladies
- Tavelure : élevée[1]
- Mildiou : élevée
- Rouille : élevée
- Pourriture noire (en) : élevée[2]

Ce cultivar doit donc être régulièrement traité. S'il convient en production agricole intensive, il n'est pas approprié à un petit jardin familial où les traitements ne sont pas systématiques. Sa mise à disposition des particuliers s'est faite seulement vers 1975. Elle est disponible en bio.

## Culture
Le pommier Elstar a une forte tendance acrotonique. Par ailleurs, il produit une grosse quantité de pommes mais a le défaut d'avoir une forte alternance et une faible durée de conservation des fruits.
Groupe de floraison : D
Date de floraison : 3 jours après la Golden Delicious